# Список населённых пунктов Новосокольнического района

## Городские населённые пункты
- Город Новосокольники —  10300 человек (XII. 2000 г.)[1], 9757 человек (X.2002 г.), 8119 человек (X. 2010 г.)[2], 7833 человек (I. 2013 г.)[3] —  городское поселение «Новосокольники».

## Сельские населённые пункты
Ниже представлен сортируемый (по столбцам) список сельских населённых пунктов Новосокольнического района Псковской области, распределённых по муниципальным образованиям (волостям) с оценками численности населения сельских населённых пунктов на конец 2000 года и по переписи населения 2002 года.
| #   | #  | деревня         | 2000 г., чел. | 2002 г., чел. | волость             | бывшая волость (1995-2010) | бывшая волость (2011-2015) |
| --- | -- | --------------- | ------------- | ------------- | ------------------- | -------------------------- | -------------------------- |
| 1   | 1  | Баландино       | 29            | 28            | Вязовская волость   | Вязовская волость          | Вязовская волость          |
| 2   | 2  | Волково         | 1             | 3             | Вязовская волость   | Вязовская волость          | Вязовская волость          |
| 3   | 3  | Вяз             | 309           | 301           | Вязовская волость   | Вязовская волость          | Вязовская волость          |
| 4   | 4  | Глядково        | 2             | 7             | Вязовская волость   | Вязовская волость          | Вязовская волость          |
| 5   | 5  | Грихново        | 36            | 38            | Вязовская волость   | Вязовская волость          | Вязовская волость          |
| 6   | 6  | Гришаново       | 0             | 0             | Вязовская волость   | Вязовская волость          | Вязовская волость          |
| 7   | 7  | Девичье         | 35            | 33            | Вязовская волость   | Вязовская волость          | Вязовская волость          |
| 8   | 8  | Деменец         |               | 1             | Вязовская волость   | Вязовская волость          | Вязовская волость          |
| 9   | 9  | Дровенево       | 7             | 2             | Вязовская волость   | Вязовская волость          | Вязовская волость          |
| 10  | 10 | Кавезино        | 3             | 2             | Вязовская волость   | Вязовская волость          | Вязовская волость          |
| 11  | 11 | Колкиши         | 1             | 4             | Вязовская волость   | Вязовская волость          | Вязовская волость          |
| 12  | 12 | Колорёво        | 7             | 8             | Вязовская волость   | Вязовская волость          | Вязовская волость          |
| 13  | 13 | Курово          | 0             | 0             | Вязовская волость   | Вязовская волость          | Вязовская волость          |
| 14  | 14 | Ламикшино       | 3             | 5             | Вязовская волость   | Вязовская волость          | Вязовская волость          |
| 15  | 15 | Мелехово        | 16            | 10            | Вязовская волость   | Вязовская волость          | Вязовская волость          |
| 16  | 16 | Мечиханово      | 1             | 0             | Вязовская волость   | Вязовская волость          | Вязовская волость          |
| 17  | 17 | Монино          | 140           | 122           | Вязовская волость   | Вязовская волость          | Вязовская волость          |
| 18  | 18 | Мошково         | 34            | 46            | Вязовская волость   | Вязовская волость          | Вязовская волость          |
| 19  | 19 | Мурашкино       | 4             | 9             | Вязовская волость   | Вязовская волость          | Вязовская волость          |
| 20  | 20 | Остров          | 9             | 9             | Вязовская волость   | Вязовская волость          | Вязовская волость          |
| 21  | 21 | Паслово         | 3             | 6             | Вязовская волость   | Вязовская волость          | Вязовская волость          |
| 22  | 22 | Пасынково       | 0             | 0             | Вязовская волость   | Вязовская волость          | Вязовская волость          |
| 23  | 23 | Пестово         | 1             | 6             | Вязовская волость   | Вязовская волость          | Вязовская волость          |
| 24  | 24 | Подчерняево     | 16            | 18            | Вязовская волость   | Вязовская волость          | Вязовская волость          |
| 25  | 25 | Ревякино        | 4             | 7             | Вязовская волость   | Вязовская волость          | Вязовская волость          |
| 26  | 26 | Садиба          | 26            | 22            | Вязовская волость   | Вязовская волость          | Вязовская волость          |
| 27  | 27 | Сенютино        | 16            | 16            | Вязовская волость   | Вязовская волость          | Вязовская волость          |
| 28  | 28 | Сиханово        | 2             | 0             | Вязовская волость   | Вязовская волость          | Вязовская волость          |
| 29  | 29 | Скороходы       | 9             | 10            | Вязовская волость   | Вязовская волость          | Вязовская волость          |
| 30  | 30 | Строкино        | 3             | 2             | Вязовская волость   | Вязовская волость          | Вязовская волость          |
| 31  | 31 | Струги          | 134           | 115           | Вязовская волость   | Вязовская волость          | Вязовская волость          |
| 32  | 32 | Токари          | 3             | 7             | Вязовская волость   | Вязовская волость          | Вязовская волость          |
| 33  | 33 | Толкачево       | 78            | 72            | Вязовская волость   | Вязовская волость          | Вязовская волость          |
| 34  | 34 | Фекино          | 2             | 1             | Вязовская волость   | Вязовская волость          | Вязовская волость          |
| 35  | 35 | Харино-Бор      | 3             | 4             | Вязовская волость   | Вязовская волость          | Вязовская волость          |
| 36  | 36 | Ходушино        | 2             | 4             | Вязовская волость   | Вязовская волость          | Вязовская волость          |
| 37  | 37 | Чернецово       | 8             | 5             | Вязовская волость   | Вязовская волость          | Вязовская волость          |
| 38  | 38 | Чертеж          | 46            | 43            | Вязовская волость   | Вязовская волость          | Вязовская волость          |
| 39  | 39 | Шерстиново      | 6             | 13            | Вязовская волость   | Вязовская волость          | Вязовская волость          |
|     |    | Абово           | 7             |               | Маевская волость    | Маевская волость           | Маевская волость           |
| 40  | 1  | Аксюхново       | 7             | 7             | Маевская волость    | Маевская волость           | Маевская волость           |
| 41  | 2  | Алё             | 16            | 24            | Маевская волость    | Маевская волость           | Маевская волость           |
| 42  | 3  | Алешково        | 3             | 0             | Маевская волость    | Маевская волость           | Маевская волость           |
| 43  | 4  | Андронково      | 0             | 6             | Маевская волость    | Маевская волость           | Маевская волость           |
| 44  | 5  | Антропково      | 42            | 66            | Маевская волость    | Маевская волость           | Маевская волость           |
| 45  | 6  | Анушково        | 2             | 3             | Маевская волость    | Маевская волость           | Маевская волость           |
| 46  | 7  | Бабино          | 9             | 8             | Маевская волость    | Маевская волость           | Маевская волость           |
| 47  | 8  | Бабки           | 6             | 4             | Маевская волость    | Островская волость         | Руновская волость          |
| 48  | 9  | Батово          | 5             | 7             | Маевская волость    | Маевская волость           | Маевская волость           |
| 49  | 10 | Белочево        | 2             | 0             | Маевская волость    | Маевская волость           | Маевская волость           |
| 50  | 11 | Ближнее Бурцево | 9             | 8             | Маевская волость    | Руновская волость          | Руновская волость          |
| 51  | 12 | Борисово        | 13            | 7             | Маевская волость    | Маевская волость           | Маевская волость           |
| 52  | 13 | Борисово        | 48            | 38            | Маевская волость    | Островская волость         | Руновская волость          |
| 53  | 14 | Борщево         | 0             | 0             | Маевская волость    | Маевская волость           | Маевская волость           |
| 54  | 15 | Буровец         | 5             | 5             | Маевская волость    | Руновская волость          | Руновская волость          |
| 55  | 16 | Бычки           | 0             | 0             | Маевская волость    | Маевская волость           | Маевская волость           |
| 56  | 17 | Виноходцево     | 9             | 10            | Маевская волость    | Островская волость         | Руновская волость          |
| 57  | 18 | Воротково       | 52            | 52            | Маевская волость    | Маевская волость           | Маевская волость           |
| 58  | 19 | Вырино          | 7             | 9             | Маевская волость    | Островская волость         | Руновская волость          |
| 59  | 20 | Гришино         | 8             | 7             | Маевская волость    | Руновская волость          | Руновская волость          |
| 60  | 21 | Дворец          | 3             | 3             | Маевская волость    | Маевская волость           | Маевская волость           |
| 61  | 22 | Дворяниново     | 0             | 0             | Маевская волость    | Островская волость         | Руновская волость          |
| 62  | 23 | Дмитровичи      | 32            | 37            | Маевская волость    | Островская волость         | Руновская волость          |
| 63  | 24 | Еремейцево      | 0             | 1             | Маевская волость    | Маевская волость           | Маевская волость           |
| 64  | 25 | Жогово          | 7             | 10            | Маевская волость    | Руновская волость          | Руновская волость          |
| 65  | 26 | Жуково          | 10            | 4             | Маевская волость    | Маевская волость           | Маевская волость           |
| 66  | 27 | Жуково          | 12            | 15            | Маевская волость    | Руновская волость          | Руновская волость          |
| 67  | 28 | Заболотье       | 6             | 6             | Маевская волость    | Островская волость         | Руновская волость          |
| 68  | 29 | Зубатово        | 48            | 51            | Маевская волость    | Островская волость         | Руновская волость          |
| 69  | 30 | Исаково         | 32            | 39            | Маевская волость    | Маевская волость           | Маевская волость           |
| 70  | 31 | Касьяниха       | 2             | 8             | Маевская волость    | Островская волость         | Руновская волость          |
| 71  | 32 | Клевцово        | 12            | 15            | Маевская волость    | Маевская волость           | Маевская волость           |
| 72  | 33 | Клочнево        | 3             | 3             | Маевская волость    | Маевская волость           | Маевская волость           |
| 73  | 34 | Кожемяки        | 14            | 8             | Маевская волость    | Островская волость         | Руновская волость          |
| 74  | 35 | Козлово         | 6             | 11            | Маевская волость    | Островская волость         | Руновская волость          |
| 75  | 36 | Копытово        | 17            | 13            | Маевская волость    | Маевская волость           | Маевская волость           |
| 76  | 37 | Кривандино      | 9             | 6             | Маевская волость    | Руновская волость          | Руновская волость          |
| 77  | 38 | Кулаково        | 1             | 4             | Маевская волость    | Маевская волость           | Маевская волость           |
| 78  | 39 | Курилково       | 1             | 0             | Маевская волость    | Маевская волость           | Маевская волость           |
| 79  | 40 | Курохново       | 5             | 1             | Маевская волость    | Островская волость         | Руновская волость          |
| 80  | 41 | Курочкино       | 23            | 30            | Маевская волость    | Руновская волость          | Руновская волость          |
| 81  | 42 | Ласичино        | 2             | 4             | Маевская волость    | Островская волость         | Руновская волость          |
| 82  | 43 | Лядово          | 9             | 5             | Маевская волость    | Руновская волость          | Руновская волость          |
| 83  | 44 | Маево           | 474           | 409           | Маевская волость    | Маевская волость           | Маевская волость           |
| 84  | 45 | Макарово        | 5             | 5             | Маевская волость    | Руновская волость          | Руновская волость          |
| 85  | 46 | Максимово       | 25            | 26            | Маевская волость    | Маевская волость           | Маевская волость           |
| 86  | 47 | Машарино        | 15            | 18            | Маевская волость    | Маевская волость           | Маевская волость           |
| 87  | 48 | Михали          | 0             | 0             | Маевская волость    | Маевская волость           | Маевская волость           |
| 88  | 49 | Михальцево      | 3             | 3             | Маевская волость    | Маевская волость           | Маевская волость           |
| 89  | 50 | Мокрыши         | 10            | 13            | Маевская волость    | Островская волость         | Руновская волость          |
| 90  | 51 | Новое           | 53            | 47            | Маевская волость    | Островская волость         | Руновская волость          |
| 91  | 52 | Новоселье       | 0             | 1             | Маевская волость    | Маевская волость           | Маевская волость           |
| 92  | 53 | Овсяниково      | 15            | 14            | Маевская волость    | Руновская волость          | Руновская волость          |
| 93  | 54 | Островки        | 193           | 168           | Маевская волость    | Островская волость         | Руновская волость          |
| 94  | 55 | Паколово        | 21            | 17            | Маевская волость    | Маевская волость           | Маевская волость           |
| 95  | 56 | Полочаново      | 4             | 5             | Маевская волость    | Островская волость         | Руновская волость          |
| 96  | 57 | Путилово        | 8             | 10            | Маевская волость    | Маевская волость           | Маевская волость           |
| 97  | 58 | Пятчино         | 4             | 4             | Маевская волость    | Руновская волость          | Руновская волость          |
| 98  | 59 | Работино        | 15            | 14            | Маевская волость    | Островская волость         | Руновская волость          |
| 99  | 60 | Рогачево        | 2             | 3             | Маевская волость    | Островская волость         | Руновская волость          |
| 100 | 61 | Руново          | 217           | 193           | Маевская волость    | Руновская волость          | Руновская волость          |
| 101 | 62 | Сатонкино       | 34            | 24            | Маевская волость    | Руновская волость          | Руновская волость          |
| 102 | 63 | Севастьяново    | 10            | 5             | Маевская волость    | Маевская волость           | Маевская волость           |
| 103 | 64 | Сеньково        | 7             | 17            | Маевская волость    | Островская волость         | Руновская волость          |
| 104 | 65 | Сергино         | 1             | 0             | Маевская волость    | Руновская волость          | Руновская волость          |
| 105 | 66 | Синичино        | 16            | 16            | Маевская волость    | Маевская волость           | Маевская волость           |
| 106 | 67 | Скороты         | 1             | 2             | Маевская волость    | Руновская волость          | Руновская волость          |
| 107 | 68 | Спастер         | 68            | 62            | Маевская волость    | Маевская волость           | Маевская волость           |
| 108 | 69 | Станьково       | 74            | 67            | Маевская волость    | Маевская волость           | Маевская волость           |
| 109 | 70 | Старышкино      | 0             | 0             | Маевская волость    | Маевская волость           | Маевская волость           |
| 110 | 71 | Сушино          | 30            | 25            | Маевская волость    | Островская волость         | Руновская волость          |
| 111 | 72 | Терешково       | 0             | 0             | Маевская волость    | Маевская волость           | Маевская волость           |
| 112 | 73 | Тириново        | 18            | 19            | Маевская волость    | Островская волость         | Руновская волость          |
| 113 | 74 | Ульянцево       | 42            | 50            | Маевская волость    | Островская волость         | Руновская волость          |
| 114 | 75 | Усадище         | 25            | 35            | Маевская волость    | Маевская волость           | Маевская волость           |
| 115 | 76 | Хряни           | 62            | 60            | Маевская волость    | Руновская волость          | Руновская волость          |
| 116 | 77 | Черничено       | 7             | 4             | Маевская волость    | Маевская волость           | Маевская волость           |
| 117 | 78 | Чурилово        | 11            | 13            | Маевская волость    | Маевская волость           | Маевская волость           |
| 118 | 79 | Шманы           | 0             | 7             | Маевская волость    | Руновская волость          | Руновская волость          |
| 119 | 80 | Шухово          | 13            | 11            | Маевская волость    | Руновская волость          | Руновская волость          |
| 120 | 1  | Андрейково      | 7             | 8             | Насвинская волость  | Раменская волость          | Горожанская волость        |
| 121 | 2  | Астратово       | 9             | 11            | Насвинская волость  | Раменская волость          | Горожанская волость        |
| 122 | 3  | Базлово         | 98            | 101           | Насвинская волость  | Раменская волость          | Горожанская волость        |
| 123 | 4  | Борисово        | 11            | 8             | Насвинская волость  | Раменская волость          | Горожанская волость        |
| 124 | 5  | Брагино         | 6             | 9             | Насвинская волость  | Горожанская волость        | Горожанская волость        |
| 125 | 6  | Бритвино        | 6             | 9             | Насвинская волость  | Раменская волость          | Горожанская волость        |
| 126 | 7  | Валовики        | 16            | 15            | Насвинская волость  | Горожанская волость        | Горожанская волость        |
| 127 | 8  | Воёво           | 21            | 17            | Насвинская волость  | Насвинская волость         | Насвинская волость         |
| 128 | 9  | Горожане        | 362           | 315           | Насвинская волость  | Горожанская волость        | Горожанская волость        |
| 129 | 10 | Грыжово         | 4             | 6             | Насвинская волость  | Раменская волость          | Горожанская волость        |
| 130 | 11 | Дружинино       | 16            | 15            | Насвинская волость  | Горожанская волость        | Горожанская волость        |
| 131 | 12 | Жолобово        | 18            | 14            | Насвинская волость  | Раменская волость          | Горожанская волость        |
| 132 | 13 | Забелино        | 8             | 6             | Насвинская волость  | Насвинская волость         | Насвинская волость         |
| 133 | 14 | Заболотье       | 116           | 95            | Насвинская волость  | Насвинская волость         | Насвинская волость         |
| 134 | 15 | Зайково         | 22            | 27            | Насвинская волость  | Раменская волость          | Горожанская волость        |
| 135 | 16 | Заречье         | 8             | 9             | Насвинская волость  | Насвинская волость         | Насвинская волость         |
| 136 | 17 | Ильино          | 3             | 4             | Насвинская волость  | Горожанская волость        | Горожанская волость        |
| 137 | 18 | Каменная Вешня  | 8             | 10            | Насвинская волость  | Насвинская волость         | Насвинская волость         |
| 138 | 19 | Киселевичи      | 10            | 12            | Насвинская волость  | Насвинская волость         | Насвинская волость         |
| 139 | 20 | Климово         | 16            | 18            | Насвинская волость  | Раменская волость          | Горожанская волость        |
| 140 | 21 | Колоницы        | 22            | 18            | Насвинская волость  | Насвинская волость         | Насвинская волость         |
| 141 | 22 | Конново         | 21            | 16            | Насвинская волость  | Горожанская волость        | Горожанская волость        |
| 142 | 23 | Королево        | 33            | 20            | Насвинская волость  | Насвинская волость         | Насвинская волость         |
| 143 | 24 | Коростели       | 100           | 93            | Насвинская волость  | Горожанская волость        | Горожанская волость        |
| 144 | 25 | Коростели       | 0             | 4             | Насвинская волость  | Раменская волость          | Горожанская волость        |
| 145 | 26 | Крапивно        | 1             | 1             | Насвинская волость  | Горожанская волость        | Горожанская волость        |
| 146 | 27 | Кушково         | 1             | 2             | Насвинская волость  | Насвинская волость         | Насвинская волость         |
| 147 | 28 | Лебедево        | 41            | 35            | Насвинская волость  | Горожанская волость        | Горожанская волость        |
| 148 | 29 | Лёхово          | 12            | 13            | Насвинская волость  | Раменская волость          | Горожанская волость        |
| 149 | 30 | Лог             | 0             | 0             | Насвинская волость  | Горожанская волость        | Горожанская волость        |
| 150 | 31 | Лутковец        | 1             | 2             | Насвинская волость  | Раменская волость          | Горожанская волость        |
| 151 | 32 | Маньково        | 2             | 6             | Насвинская волость  | Раменская волость          | Горожанская волость        |
| 152 | 33 | Мартиново       | 37            | 37            | Насвинская волость  | Горожанская волость        | Горожанская волость        |
| 153 | 34 | Мартиново       | 150           | 142           | Насвинская волость  | Насвинская волость         | Насвинская волость         |
| 154 | 35 | Мелехово        | 23            | 14            | Насвинская волость  | Горожанская волость        | Горожанская волость        |
| 155 | 36 | Монаково        | 11            | 10            | Насвинская волость  | Насвинская волость         | Насвинская волость         |
| 156 | 37 | Морщилово       | 7             | 9             | Насвинская волость  | Раменская волость          | Горожанская волость        |
| 157 | 38 | Мухино          | 6             | 9             | Насвинская волость  | Раменская волость          | Горожанская волость        |
| 158 | 39 | Назимово        | 213           | 217           | Насвинская волость  | Насвинская волость         | Насвинская волость         |
| 159 | 40 | Насва           | 820           | 613           | Насвинская волость  | Насвинская волость         | Насвинская волость         |
| 160 | 41 | Нестерово       | 14            | 11            | Насвинская волость  | Раменская волость          | Горожанская волость        |
| 161 | 42 | Никитино        | 21            | 19            | Насвинская волость  | Насвинская волость         | Насвинская волость         |
| 162 | 43 | Погостище       | 18            | 24            | Насвинская волость  | Насвинская волость         | Насвинская волость         |
| 163 | 44 | Поперино        | 1             | 1             | Насвинская волость  | Горожанская волость        | Горожанская волость        |
| 164 | 45 | Починки         | 4             | 12            | Насвинская волость  | Раменская волость          | Горожанская волость        |
| 165 | 46 | Пяшино          | 98            | 84            | Насвинская волость  | Горожанская волость        | Горожанская волость        |
| 166 | 47 | Раменье         | 242           | 201           | Насвинская волость  | Раменская волость          | Горожанская волость        |
| 167 | 48 | Ровни           | 46            | 36            | Насвинская волость  | Насвинская волость         | Насвинская волость         |
| 168 | 49 | Рыкшино         | 34            | 37            | Насвинская волость  | Раменская волость          | Горожанская волость        |
| 169 | 50 | Савино          | 7             | 5             | Насвинская волость  | Раменская волость          | Горожанская волость        |
| 170 | 51 | Самохвалово     | 13            | 7             | Насвинская волость  | Горожанская волость        | Горожанская волость        |
| 171 | 52 | Семеново        | 22            | 17            | Насвинская волость  | Раменская волость          | Горожанская волость        |
| 172 | 53 | Скрипки         | 51            | 53            | Насвинская волость  | Насвинская волость         | Насвинская волость         |
| 173 | 54 | Слободка        | 20            | 24            | Насвинская волость  | Насвинская волость         | Насвинская волость         |
| 174 | 55 | Страхново       | 7             | 6             | Насвинская волость  | Раменская волость          | Горожанская волость        |
| 175 | 56 | Суворово        | 21            | 21            | Насвинская волость  | Раменская волость          | Горожанская волость        |
| 176 | 57 | Теренино        | 16            | 8             | Насвинская волость  | Насвинская волость         | Насвинская волость         |
| 177 | 58 | Тимохово        | 2             | 0             | Насвинская волость  | Насвинская волость         | Насвинская волость         |
| 178 | 59 | Торхово         | 2             | 4             | Насвинская волость  | Раменская волость          | Горожанская волость        |
| 179 | 60 | Утаево          | 50            | 51            | Насвинская волость  | Насвинская волость         | Насвинская волость         |
| 180 | 61 | Фёдоровское     | 5             | 7             | Насвинская волость  | Горожанская волость        | Горожанская волость        |
| 181 | 62 | Фетинино        | 26            | 31            | Насвинская волость  | Раменская волость          | Горожанская волость        |
| 182 | 63 | Филково         | 4             | 4             | Насвинская волость  | Раменская волость          | Горожанская волость        |
| 183 | 64 | Чирки           | 72            | 88            | Насвинская волость  | Насвинская волость         | Насвинская волость         |
| 184 | 65 | Чупрово         | 1             | 0             | Насвинская волость  | Горожанская волость        | Горожанская волость        |
| 185 | 66 | Шейкино         | 11            | 5             | Насвинская волость  | Насвинская волость         | Насвинская волость         |
| 186 | 67 | Щепчино         | 8             | 11            | Насвинская волость  | Раменская волость          | Горожанская волость        |
| 187 | 68 | Ям              | 17            | 16            | Насвинская волость  | Насвинская волость         | Насвинская волость         |
| 188 | 69 | Ярцево          | 3             | 2             | Насвинская волость  | Горожанская волость        | Горожанская волость        |
| 189 | 1  | Акулино         | 5             | 1             | Пригородная волость | Новосокольническая волость | Новосокольническая волость |
| 190 | 2  | Афанасово       | 0             | 0             | Пригородная волость | Первомайская волость       | Первомайская волость       |
| 191 | 3  | Бабино          | 5             | 6             | Пригородная волость | Окнийская волость          | Окнийская волость          |
| 192 | 4  | Бологое         | 11            | 10            | Пригородная волость | Бологовская волость        | Бологовская волость        |
| 193 | 5  | Бор             | 365           | 385           | Пригородная волость | Бологовская волость        | Бологовская волость        |
| 194 | 6  | Брагино         | 98            | 100           | Пригородная волость | Первомайская волость       | Первомайская волость       |
| 195 | 7  | Бурехино        | 128           | 142           | Пригородная волость | Новосокольническая волость | Новосокольническая волость |
| 196 | 8  | Васютино        | 27            | 22            | Пригородная волость | Маевская волость           | Окнийская волость          |
| 197 | 9  | Вашки           | 24            | 21            | Пригородная волость | Бологовская волость        | Бологовская волость        |
| 198 | 10 | Волнеено        | 5             | 10            | Пригородная волость | Маевская волость           | Окнийская волость          |
| 199 | 11 | Гнилкино        | 0             | 0             | Пригородная волость | Окнийская волость          | Окнийская волость          |
| 200 | 12 | Горы            | 5             | 3             | Пригородная волость | Маевская волость           | Окнийская волость          |
| 201 | 13 | Гостилово       | 10            | 12            | Пригородная волость | Бологовская волость        | Бологовская волость        |
| 202 | 14 | Гриньково       | 1             | 0             | Пригородная волость | Новосокольническая волость | Новосокольническая волость |
| 203 | 15 | Гришанки        | 14            | 13            | Пригородная волость | Окнийская волость          | Окнийская волость          |
| 204 | 16 | Гришино         | 3             | 0             | Пригородная волость | Окнийская волость          | Окнийская волость          |
|     |    | Гущино          | 29            |               | Пригородная волость | Первомайская волость       | Первомайская волость       |
| 205 | 17 | Деино           | 16            | 19            | Пригородная волость | Окнийская волость          | Окнийская волость          |
| 206 | 18 | Демя            | 321           | 327           | Пригородная волость | Первомайская волость       | Первомайская волость       |
| 207 | 19 | Демяхи          | 20            | 29            | Пригородная волость | Бологовская волость        | Бологовская волость        |
| 208 | 20 | Дольшино        | 50            | 49            | Пригородная волость | Первомайская волость       | Первомайская волость       |
| 209 | 21 | Елисеево        | 2             | 0             | Пригородная волость | Новосокольническая волость | Новосокольническая волость |
| 210 | 22 | Жданово         | 1             | 2             | Пригородная волость | Маевская волость           | Маевская волость           |
| 211 | 23 | Житово          | 14            | 8             | Пригородная волость | Первомайская волость       | Первомайская волость       |
| 212 | 24 | Жолобово        | 4             | 1             | Пригородная волость | Первомайская волость       | Первомайская волость       |
| 213 | 25 | Зажогино        | 1             | 4             | Пригородная волость | Маевская волость           | Окнийская волость          |
| 214 | 26 | Заречье         | 96            | 89            | Пригородная волость | Маевская волость           | Окнийская волость          |
| 215 | 27 | Захарино        | 256           | 277           | Пригородная волость | Первомайская волость       | Первомайская волость       |
| 216 | 28 | Захарово        | 3             | 10            | Пригородная волость | Окнийская волость          | Окнийская волость          |
| 217 | 29 | Зеленино        | 13            | 14            | Пригородная волость | Бологовская волость        | Бологовская волость        |
| 218 | 30 | Золотково       | 91            | 91            | Пригородная волость | Первомайская волость       | Первомайская волость       |
| 219 | 31 | Зубари          | 0             | 0             | Пригородная волость | Бологовская волость        | Бологовская волость        |
| 220 | 32 | Коровкино       | 68            | 54            | Пригородная волость | Бологовская волость        | Бологовская волость        |
| 221 | 33 | Кошелево        | 1             | 2             | Пригородная волость | Окнийская волость          | Окнийская волость          |
| 222 | 34 | Кругликово      | 9             | 4             | Пригородная волость | Окнийская волость          | Окнийская волость          |
| 223 | 35 | Кузнецы         | 0             | 1             | Пригородная волость | Маевская волость           | Маевская волость           |
| 224 | 36 | Кузьмино        | 84            | 57            | Пригородная волость | Новосокольническая волость | Новосокольническая волость |
| 225 | 37 | Лабушино        | 0             | 0             | Пригородная волость | Новосокольническая волость | Новосокольническая волость |
| 226 | 38 | Лашково         | 11            | 11            | Пригородная волость | Окнийская волость          | Окнийская волость          |
| 227 | 39 | Левашово        | 9             | 8             | Пригородная волость | Окнийская волость          | Окнийская волость          |
| 228 | 40 | Лиситки         | 16            | 15            | Пригородная волость | Бологовская волость        | Бологовская волость        |
| 229 | 41 | Ловно           | 12            | 11            | Пригородная волость | Первомайская волость       | Первомайская волость       |
| 230 | 42 | Ломыгино        | 83            | 63            | Пригородная волость | Окнийская волость          | Окнийская волость          |
| 231 | 43 | Лукино          | 0             | 0             | Пригородная волость | Окнийская волость          | Окнийская волость          |
| 232 | 44 | Максимиха       | 4             | 6             | Пригородная волость | Первомайская волость       | Первомайская волость       |
| 233 | 45 | Малахово        | 103           | 86            | Пригородная волость | Первомайская волость       | Первомайская волость       |
| 234 | 46 | Марково         | 0             | 0             | Пригородная волость | Первомайская волость       | Первомайская волость       |
| 235 | 47 | Марьино         | 81            | 82            | Пригородная волость | Новосокольническая волость | Новосокольническая волость |
| 236 | 48 | Марьяново       | 1             | 1             | Пригородная волость | Окнийская волость          | Окнийская волость          |
| 237 | 49 | Метальниково    | 4             | 1             | Пригородная волость | Маевская волость           | Окнийская волость          |
| 238 | 50 | Минкино         | 35            | 38            | Пригородная волость | Новосокольническая волость | Новосокольническая волость |
| 239 | 51 | Мишнево         | 0             | 0             | Пригородная волость | Маевская волость           | Маевская волость           |
| 240 | 52 | Молоди          | 7             | 4             | Пригородная волость | Маевская волость           | Окнийская волость          |
| 241 | 53 | Молотовка       | 4             | 3             | Пригородная волость | Окнийская волость          | Окнийская волость          |
| 242 | 54 | Мошино          | 15            | 5             | Пригородная волость | Первомайская волость       | Первомайская волость       |
| 243 | 55 | Наумцево        | 0             | 0             | Пригородная волость | Бологовская волость        | Бологовская волость        |
| 244 | 56 | Недомерки       | 58            | 64            | Пригородная волость | Бологовская волость        | Бологовская волость        |
| 245 | 57 | Новоселки       | 0             | 7             | Пригородная волость | Окнийская волость          | Окнийская волость          |
| 246 | 58 | Носково         |               | 0             | Пригородная волость | Бологовская волость        | Бологовская волость        |
| 247 | 59 | Окни            | 241           | 238           | Пригородная волость | Окнийская волость          | Окнийская волость          |
| 248 | 60 | Олохово         | 20            | 21            | Пригородная волость | Первомайская волость       | Первомайская волость       |
| 249 | 61 | Отрадное        | 178           | 188           | Пригородная волость | Окнийская волость          | Окнийская волость          |
| 250 | 62 | Песок           | 19            | 10            | Пригородная волость | Новосокольническая волость | Новосокольническая волость |
| 251 | 63 | Петровка        | 8             | 8             | Пригородная волость | Окнийская волость          | Окнийская волость          |
| 252 | 64 | Петрушино       |               | 0             | Пригородная волость | Бологовская волость        | Бологовская волость        |
| 253 | 65 | Пехово          | 29            | 42            | Пригородная волость | Первомайская волость       | Первомайская волость       |
| 254 | 66 | Пингерево       | 4             | 4             | Пригородная волость | Окнийская волость          | Окнийская волость          |
| 255 | 67 | Пожары          | 13            | 13            | Пригородная волость | Маевская волость           | Окнийская волость          |
| 256 | 68 | Репейки         | 12            | 12            | Пригородная волость | Первомайская волость       | Первомайская волость       |
| 257 | 69 | Рожново         | 2             | 2             | Пригородная волость | Бологовская волость        | Бологовская волость        |
| 258 | 70 | Русаново        | 29            | 29            | Пригородная волость | Новосокольническая волость | Новосокольническая волость |
| 259 | 71 | Рыженино        | 9             | 4             | Пригородная волость | Новосокольническая волость | Новосокольническая волость |
| 260 | 72 | Санталово       | 8             | 6             | Пригородная волость | Бологовская волость        | Бологовская волость        |
| 261 | 73 | Саньки          | 5             | 3             | Пригородная волость | Новосокольническая волость | Новосокольническая волость |
| 262 | 74 | Сергие          | 36            | 38            | Пригородная волость | Окнийская волость          | Окнийская волость          |
| 263 | 75 | Сешково         | 2             | 2             | Пригородная волость | Окнийская волость          | Окнийская волость          |
| 264 | 76 | Синяково        | 4             | 9             | Пригородная волость | Маевская волость           | Окнийская волость          |
| 265 | 77 | Собольки        | 30            | 34            | Пригородная волость | Бологовская волость        | Бологовская волость        |
| 266 | 78 | Старосокольники | 203           | 223           | Пригородная волость | Маевская волость           | Окнийская волость          |
| 267 | 79 | Толкачево       | 6             | 5             | Пригородная волость | Окнийская волость          | Окнийская волость          |
| 268 | 80 | Фальково        | 7             | 9             | Пригородная волость | Маевская волость           | Окнийская волость          |
| 269 | 81 | Фефелово        | 47            | 44            | Пригородная волость | Бологовская волость        | Бологовская волость        |
| 270 | 82 | Филиппово       | 3             | 7             | Пригородная волость | Новосокольническая волость | Новосокольническая волость |
| 271 | 83 | Шахниха         | 743           | 710           | Пригородная волость | Новосокольническая волость | Новосокольническая волость |
| 272 | 84 | Шевельки        | 89            | 90            | Пригородная волость | Бологовская волость        | Бологовская волость        |
| 273 | 85 | Шетьково        |               | 1             | Пригородная волость | Бологовская волость        | Бологовская волость        |
| 274 | 86 | Шубино          | 75            | 76            | Пригородная волость | Маевская волость           | Окнийская волость          |